# Национално знаме на Полша
Националното знаме на Полша представлява две хоризонтални еднакви цветни полета – бяло отгоре и червено отдолу и има правоъгълна форма с отношение ширина към дължина 5:8. На държавното знаме, за разлика от националното, е изобразен също и гербът на Полша в центъра на бялото поле.
Знамето на Полша е официален държавен символ на страната и е прието на 7 февруари 1831 г. Цветовете му са определни в чл. 28 от конституцията на Република Полша, а формата и употребата са установени със закон за националното знаме, държавния герб и химн.

## История
Първите сведения за знамето на Полша датират от средновековието, където полските войски на Владислав II Ягело използват червен флаг с бял орел в центъра в битката при Грюнвалд през 1410 г. По-късно са използвани други знамена от различните полски владетели, но белият и червеният цвят присъстват на всички от тях в различни форми. Знамето на Зигмунд III се състояло от три хоризонтални полета: червено-бяло-червено. Знамената на Владислав IV и Ян II Казимир Казимир представлявали четири хоризонтални ивици: червено-бяло-червено-бяло.
Националният флаг бил формално утвърден от Сейма на 7 февруари 1831 г. Червено-белите знамена и ленти се използвали като символи на националните въстания в Полша през 19 век. След възстановяването на независимостта на страната през 1918 г. двуцветното знаме отново било утвърдено в качеството си на национално.